# UK Music Hall of Fame
UK Music Hall of Fame (рус. Зал славы музыки Великобритании) — это существовавшая церемония наград, отмечающая музыкантов любой национальности за вклад в музыку Великобритании. Этот зал славы начался в 2004 году с пяти главных членов, а также ещё пяти, выбранных голосованием зрителей — два члена от каждой из пяти декад. В последующие годы жюри из 60 журналистов и сотрудников музыкальной индустрии выбирало исполнителей и группы. Последний раз церемония проходила в 2006 году, а потом была отменена.

## 2004 год
Пять основных членов, каждый представлял своё десятилетие от 1950-х до 1990-х годов:
- Элвис Пресли
- The Beatles
- Боб Марли
- Мадонна
- U2

В добавление к ним зрителей попросили выбрать ещё по одному участнику от каждой декады из пяти списков с десятью кандидатами. Пять участников были выбраны в 2004 году:
- Клифф Ричард и The Shadows
- The Rolling Stones
- Queen
- Майкл Джексон
- Робби Уильямс

Полный список номинантов:
- 1950-e — Билли Холидей, Бадди Холли, Чак Берри, Клиф Ричард и The Shadows, Элла Фицджеральд, Фрэнк Синатра, Джонни Кэш, Литл Ричард, Луи Армстронг, Майлс Дэйвис
- 1960-e — The Beach Boys, Арета Франклин, Боб Дилан, Дайана Росс и The Supremes, Rolling Stones, Джеймс Браун, Джими Хендрикс, The Kinks, Simon and Garfunkel, The Velvet Underground
- 1970s — Pink Floyd, ABBA, Bee Gees, The Clash, Дэвид Боуи, Элтон Джон, Led Zeppelin, Queen, Sex Pistols, Стиви Уандер
- 1980s — Брюс Спрингстин, Beastie Boys, Джордж Майкл, Guns N' Roses, Joy Division, Майкл Джексон, Принс, Public Enemy, R.E.M., The Smiths
- 1990s — Blur, Dr. Dre, Мисси Эллиотт, Nirvana, Oasis, The Prodigy, Radiohead, Red Hot Chili Peppers, Робби Уильямс, Spice Girls

Крис Блэквелл, основатель Island Records, стал почётным членом.

## 2005 год
В 2005 году новые члены были отобраны жюри из 60 человек из музыкальной индустрии:
- Pink Floyd (включены Питом Таунсендом из The Who)
- Eurythmics (включены Bob Geldof, выступление)
- Арета Франклин
- Джими Хендрикс (включены Митчем Митчеллом и Slash из Velvet Revolver)
- Боб Дилан (включён Вуди Харрельсоном)
- Joy Division/New Order (включены актёром Джоном Симмом, выступление с песнями «Regret» и «Love Will Tear Us Apart»)
- The Who (включены Реем Дэвисом из The Kinks)
- The Kinks (включены футболистом Джеффри Хёрстом)
- Black Sabbath (включены Брайаном Мэйем из Queen, выступление)
- Оззи Осборн как сольный исполнитель (включён Ангусом Янгом из AC/DC)

Покойный ди-джей Джон Пил получил почетное членство (включён Дэймоном Албарном из Blur).
Программа транслировалась в Великобритании. Позже она была показана по каналу VH1 в США, но без сегмента Joy Division/New Order. Полная версия была впоследствии показана на VH1 Classic.

## 2006 год
В 2006 году были включены:
- Джеймс Браун (включён Jazzie B, performed «I Got You (I Feel Good)»)
- Led Zeppelin (включены Роджером Тейлором из Queen, Wolfmother исполнил «Communication Breakdown» в качестве трибьюта)
- Род Стюарт (включены Джеймсом Моррисоном, который также исполнил «The First Cut Is the Deepest» / «Do Ya Think I’m Sexy»)
- Брайан Уилсон (включён Дэвидом Гилмором из Pink Floyd, исполнил «God Only Knows» и «Good Vibrations»)
- Bon Jovi (включены Дэвидом Аланом Стюартом и Карой Диогуарди, исполнены «Livin' on a Prayer», «Wanted Dead or Alive» и «It’s My Life»)
- Принс (включён Бейонсе)
- Дасти Спрингфилд (включена Джосс Стоун, которая исполнила «Son of a Preacher Man»)

Джордж Мартин получил почётное членство (включён тогдашним министром финансов и будущим премьер-министром Гордоном Браун). Браун продирижировал оркестровкой на следующие песни The Beatles: «Golden Slumbers» / «Carry That Weight» / «The End»; также участвовали Johnny Borrell, Corinne Bailey Rae, José González, Roger Taylor и London Community Gospel Choir. Позднее к ним присоединился Dean Tidey.
Также присутствовали на церемонии: Патти Лабелль (исполнила «You Don’t Have to Say You Love Me»), Нона Хендрикс, Тони Айомми(Black Sabbath), Wolfmother, Джимми Пейдж (Led Zeppelin), Марк Хадсон, Lemar, Тревор Нельсон, Тревор Фрэнсис, Гил Мартин, Дермот О'Лири (ведущий) и Пол Гамбачини.
Принц, во время своего включения, пригласил всех к на свой концерт в Лас-Вегасе, но принёс извинения, что не смог выступить на церемонии. Род Стюарт появился в прямом эфире из Лос-Анджелеса одетым кельтскую рубашку и случайно уронил свою награду, на что Джеймс Моррисон дал ему совет 'отказаться от сигарет'.
Событие имело особое значение, став последним появлением Джеймса Брауна на телевидении, так как он скончался 25 декабря 2006 года.
В 2006 церемония состоялась 14 ноября 2006 года в Александра-Паласе. Она была показана на Channel 4 в Великобритании 16 ноября с повтором 18 ноября. Она была показана VH1 в США 25 ноября.

## Отмена
В 2007 году не было новых членов. В сентябре 2008 года было объявлено, что на Channel 4 отказался от церемонии отчасти из-за недостатка финансирования, а также потому, что двухлетний перерыв после последнего шоу был «слишком долгим».